# Goran Dragaš
Goran Dragaš (Vukovar, 19. siječnja 1990.), hrvatski skladatelj, autor glazbe za brojne hollywoodske filmske najave.
Radio za hollywoodski studio Audiomachine kao skladatelj iz Europe te studio kao posrednik njegovu glazbu daje na korištenje poznatim filmskim proizvodnim kućama poput Paramounta, Warner Brosa i Foxa. Autor je glazbi za najave velikih hollywoodskih filmova poput Ratova zvijezda, Aliena Logana, Osvetnika i dr. Njegova glazba pojavljuje se i u Igri prijestolja, Spidermanu, Pacifičkom prstenu 2, sveukupno u više od 100 hollywoodskih i stranih filmova.
Trenutno je vlasnik tvrtke InfraSound Music - izdavačke kuće koja isključivo izdaje albume za promociju trailer filmova. Kroz tu izdavačku kuću je prošlo osamdesetak skladatelja diljem svijeta, a jedan od većih ostvarenja je glazbeni rad za životno ostvarenje Tom Hanks na Golden Globes što su gledali milijuni ljudi. Isto tako su imali glazbu u trailerima kao: "Scream V", "Shang-Tchi", "Cruella", "OLD", "The Irishman", "Dr. Sleep" i mnogi drugi.
Izdavačka kuća se nalazi u Vukovaru.
Dobitnik je raznih nagrada, a skladbe su mu izvođene i snimane u SAD-u (Hollywood) i Londonu (Abbey Road).